# تپه کلایه (پیر زال)
تپه کلایه (پیر زال) مربوط به دوران‌های تاریخی پس از اسلام است و در شهرستان کهگیلویه، روستای شهید کلایه علیا واقع شده و این اثر در تاریخ ۱۱ دی ۱۳۸۰ با شمارهٔ ثبت ۴۵۵۶ به‌عنوان یکی از آثار ملی ایران به ثبت رسیده است.